# De-Esser
Ein Deesser, auch: De-Esser, ist ein Audioeffektgerät oder eine entsprechende Software, z. B. VST-PlugIn, die es erlaubt, die in einer Aufnahme von Sprache oder Gesang enthaltenen Zischlaute (Sibilanten) im Pegel automatisch abzusenken.

## Grundlagen
Wird eine Aufnahme der menschlichen Stimme durchgeführt, ist aus ästhetischen Gründen oftmals erforderlich, die hohen Frequenzanteile der Aufnahme (etwa 7 kHz bis 11 kHz) mit Hilfe eines Equalizers (Entzerrfilters) nachträglich zu verstärken. Die Stimme erhält dadurch einen kernigeren Klang und mehr Präsenz, besonders wenn es sich um eine Gesangsstimme handelt, die sich gegenüber Musikinstrumenten im Klangbild einer Musikaufnahme durchsetzen muss. Aber auch bei reinen Sprachaufnahmen (Rundfunksprecher, Hörspiele usw.) wirkt eine Stimme dadurch auf die meisten Hörer direkter und erregt bei gleicher Lautstärke mehr Aufmerksamkeit. Ein Problem entsteht beim Anheben der hohen Frequenzen einer Sprachaufnahme: Stimmlose Zischlaute (s, ss, ß, sch, z, tz) bestehen fast ausschließlich aus solchen Frequenzen und werden durch das Verstärken dieser Bereiche überproportional laut wiedergegeben. Diesen Effekt verstärkt außerdem die oft angewendete Kompression des Sprachsignals, da diese Laute zwar als laut empfunden, vom technischen Signalpegel her jedoch niedrig sind und vom Kompressor kaum abgesenkt werden. Insofern klingt eine so bearbeitete Aufnahme sehr unangenehm, da die Zischlaute unverhältnismäßig laut und ausgesprochen aufdringlich auffallen.

## Funktion
Ein De-Esser trennt zunächst die unteren von den problematischen mittleren und oberen Frequenzen, und komprimiert danach letztere, wodurch zu laute Abschnitte automatisch im Pegel abgesenkt werden. Anschließend werden beide Signale wieder zusammengemischt. Das Ergebnis ist eine präsente und gut klingende Aufnahme der menschlichen Stimme ohne aufdringliche Zischlaute.
Interessant ist, dass einige De-Esser sich mittels einmaligem Knopfdruck oder Mausklick auf männliche oder weibliche Stimmen anpassen lassen. Das Frequenzspektrum eines weiblichen Zischlautes unterscheidet sich von dem eines männlichen. Da dieses nicht immer funktioniert, ist ein De-Esser mit differenzierten Einstellmöglichkeiten vorzuziehen, z. B. des problematischen Frequenzbereiches.
Falls ein De-Esser nicht im Effektrack zur Verfügung steht, kann man aus einem herkömmlichen Kompressor mit Sidechain-Eingang und einem herkömmlichen Equalizer selbst einen solchen zusammenstellen. Das Ausgangssignal wird dabei über den Equalizer in den Sidechain-Eingang des Kompressors geschleift. Die Einstellungen am Equalizer stellen hierbei die Frequenzen der Zischlaute zur Verfügung (ab etwa 7 kHz anheben, den Rest absenken) und am Kompressor kann die Absenkung eingestellt werden.

## Probleme
Übertreibt man die Absenkung, können die Sibilanten komplett herausgefiltert werden. Bei einer Singstimme kann das klingen, als würde der Sänger oder die Sängerin mit der Zunge anstoßen (lispeln). Den so entstandenen Effekt kann man bei Einzelstimmen eines Gesangschores verwenden. Bei mehreren in der Tonhöhe unterschiedlichen und gleichzeitig gesungenen Gesangsstimmen sind nur die Stimmlaute relevant. S-Laute sind annähernd in derselben Tonhöhe und würden sich durch Überlagern vervielfachen, deswegen kann hier eine vollkommene Ausfilterung der S-Laute bei allen Chorstimmen erfolgen, wobei die S-Laute einer beliebigen Stimme erhalten bleiben müssen. Wendet man die Technik mit Einzelkomponenten (Equalizer und Kompressor mit Sidechain-Eingang) an, kann man hierbei auch gleichzeitig die Plosivlaute (P, T …) der Chorstimmen filtern die das homogene Gesamtbild eines Chores stören können. Hierzu sind beim Equalizer auch die Bässe bis etwa 100 Hz anzuheben. Eine gegenseitige Beeinflussung bei der Filterung ist unter normalen Umständen nicht zu erwarten, da die Laute zeitlich getrennt voneinander liegen.